# Nemoria hennei
Nemoria hennei är en fjärilsart som beskrevs av Sperry 1953. Nemoria hennei ingår i släktet Nemoria och familjen mätare. Inga underarter finns listade i Catalogue of Life.